# Queen of FCW
A Queen of FCW (em português: Rainha da FCW) foi um título de wrestling profissional criado e mantido pela Florida Championship Wrestling (FCW), defendido unicamente por mulheres e representado através de uma coroa de prata. O título estava ativo por mais de três anos, antes de ser desativado em março de 2012, deixando a FCW Divas Championship como título exclusivo para a divisão de divas. Raquel Diaz foi a última campeã.

## Reinados
| # | Lutadora    | Reinado(s) | Data                   | Dias | Localidade     | Evento | Notas                                                                | Ref         |
| - | ----------- | ---------- | ---------------------- | ---- | -------------- | ------ | -------------------------------------------------------------------- | ----------- |
| 1 | Angela Fong | 1          | 5 de fevereiro de 2009 | 210  | Tampa, Flórida | FCW TV | Derrotou Alicia Fox na final de um torneio de 8 lutadoras.           | [ 2 ] [ 3 ] |
| 2 | Mia Mancini | 1          | 3 de setembro de 2009  | 154  | Tampa, Flórida | FCW TV | Também foi conhecida como Serena durante o seu reinado.              | [ 2 ]       |
| 3 | AJ Lee      | 1          | 4 de fevereiro de 2010 | 287  | Tampa, Flórida | FCW TV |                                                                      | [ 2 ]       |
| 4 | Rosa Mendes | 1          | 18 de novembro de 2010 | 77   | Tampa, Flórida | FCW TV |                                                                      | [ 2 ]       |
| 5 | Aksana      | 1          | 3 de fevereiro de 2011 | 287  | Tampa, Flórida | FCW TV |                                                                      | [ 2 ]       |
| 6 | Raquel Díaz | 1          | 17 de novembro de 2011 | 119  | Tampa, Flórida | FCW TV |                                                                      | [ 2 ]       |
| — | Desativado  | —          | 15 de março de 2012    | —    | Tampa, Florida | FCW TV | Aposentado após a Geral Manager da FCW Summer Rae desativar a coroa. | [ 4 ]       |

## Lista de reinados combinados
| Posição | Lutadora    | # de reinados | Dias combinados |
| ------- | ----------- | ------------- | --------------- |
| 1.      | AJ Lee      | 1             | 287             |
| 1.      | Aksana      | 1             | 287             |
| 3.      | Angela Fong | 1             | 210             |
| 4.      | Mia Mancini | 1             | 154             |
| 5.      | Raquel Diaz | 1             | 119             |
| 6.      | Rosa Mendes | 1             | 77              |